# Kanton Monestier-de-Clermont
Monestier-de-Clermont is een voormalig kanton van het Franse departement Isère. Het kanton maakte deel uit van het arrondissement Grenoble.

## Gemeenten
Het kanton Monestier-de-Clermont omvatte de volgende gemeenten:
- Avignonet
- Château-Bernard
- Gresse-en-Vercors
- Miribel-Lanchâtre
- Monestier-de-Clermont (hoofdplaats)
- Roissard
- Saint-Andéol
- Saint-Guillaume
- Saint-Martin-de-la-Cluze
- Saint-Paul-lès-Monestier
- Sinard
- Treffort